# Dicarpidium monoicum
Dicarpidium monoicum är en malvaväxtart som beskrevs av Ferdinand von Mueller. Dicarpidium monoicum ingår i släktet Dicarpidium och familjen malvaväxter. Inga underarter finns listade i Catalogue of Life.